# Regionalizacija Slovenije
Vlada Republike Slovenije je v letu 2007 predlagala območja imena in sedeže štirinajstih pokrajin:

## Predlog 2007

### Dolenjska pokrajina
Dolenjska pokrajina s sedežem v Novem mestu obsega občine: Občina Črnomelj •  Občina Dolenjske Toplice •  Občina Kočevje •  Občina Kostel •  Občina Loški Potok •  Občina Metlika •  Občina Mirna Peč •  Občina Mokronog - Trebelno •  Mestna občina Novo mesto •  Občina Osilnica •  Občina Ribnica •  Občina Semič •  Občina Sodražica •  Občina Straža •  Občina Šentjernej •  Občina Šentrupert •  Občina Škocjan •  Občina Šmarješke Toplice •  Občina Trebnje •  Občina Žužemberk

### Gorenjska pokrajina
Gorenjska pokrajina s sedežem v Kranju obsega občine: Občina Bled •  Občina Bohinj •  Občina Cerklje na Gorenjskem •  Občina Gorenja vas - Poljane •  Občina Gorje •  Občina Jesenice •  Občina Jezersko •  Mestna občina Kranj •  Občina Kranjska Gora •  Občina Naklo •  Občina Preddvor •  Občina Radovljica •  Občina Šenčur •  Občina Škofja Loka •  Občina Tržič •  Občina Železniki •  Občina Žiri •  Občina Žirovnica

### Goriška pokrajina
Goriška pokrajina s sedežem v Novi Gorici obsega občine: Občina Ajdovščina •  Občina Bovec •  Občina Brda •  Občina Cerkno •  Občina Idrija •  Občina Kanal •  Občina Kobarid •  Občina Miren - Kostanjevica •  Mestna občina Nova Gorica •  Občina Renče - Vogrsko •  Občina Šempeter - Vrtojba •  Občina Tolmin •  Občina Vipava

### Koroška pokrajina
Koroška pokrajina s sedežem v Slovenj Gradcu ali Ravnah na Koroškem obsega občine: Občina Črna na Koroškem •  Občina Dravograd •  Občina Mežica •  Občina Mislinja •  Občina Muta •  Občina Podvelka •  Občina Prevalje •  Občina Radlje ob Dravi •  Občina Ravne na Koroškem •  Občina Ribnica na Pohorju •  Mestna občina Slovenj Gradec •  Občina Vuzenica

### Notranjska pokrajina
Notranjska pokrajina sedežem v Postojni obsega občine: Občina Bloke •  Občina Cerknica •  Občina Ilirska Bistrica •  Občina Loška dolina •  Občina Pivka •  Občina Postojna

### Osrednjeslovenska pokrajina
Osrednjeslovenska pokrajina s sedežem v Ljubljani obsega občine: Občina Borovnica •  Občina Brezovica •  Občina Dobrepolje •  Občina Dobrova - Polhov Gradec •  Občina Dol pri Ljubljani •  Občina Domžale •  Občina Grosuplje •  Občina Horjul •  Občina Ig •  Občina Ivančna Gorica •  Občina Kamnik •  Občina Komenda •  Občina Litija •  Mestna občina Ljubljana •  Občina Log - Dragomer •  Občina Logatec •  Občina Lukovica •  Občina Medvode •  Občina Mengeš •  Občina Moravče •  Občina Škofljica •  Občina Šmartno pri Litiji •  Občina Trzin •  Občina Velike Lašče •  Občina Vodice •  Občina Vrhnika

### Podravska pokrajina ali Osrednja Štajerska pokrajina
Podravska pokrajina s sedežem v Mariboru obsega občine: Občina Benedikt •  Občina Cerkvenjak •  Občina Duplek •  Občina Hoče - Slivnica •  Občina Kungota •  Občina Lenart •  Občina Lovrenc na Pohorju •  Občina Makole •  Mestna občina Maribor •  Občina Miklavž na Dravskem polju •  Občina Oplotnica •  Občina Poljčane •  Občina Pesnica •  Občina Rače - Fram •  Občina Ruše •  Občina Selnica ob Dravi •  Občina Slovenska Bistrica •  Občina Starše •  Občina Sveti Jurij v Slovenskih goricah •  Občina Sveta Trojica v Slovenskih goricah •  Občina Sveta Ana •  Občina Šentilj

### Pomurska pokrajina
Pomurska pokrajina s sedežem v Murski Soboti obsega občine: Občina Apače •  Občina Beltinci •  Občina Cankova •  Občina Črenšovci •  Občina Dobrovnik •  Občina Gornja Radgona •  Občina Gornji Petrovci •  Občina Grad •  Občina Hodoš •  Občina Kobilje •  Občina Križevci •  Občina Kuzma •  Občina Lendava •  Občina Ljutomer •  Občina Moravske Toplice •  Mestna občina Murska Sobota •  Občina Odranci •  Občina Puconci •  Občina Radenci •  Občina Razkrižje •  Občina Rogašovci •  Občina Sveti Jurij •  Občina Šalovci •  Občina Tišina •  Občina Turnišče •  Občina Velika Polana •  Občina Veržej

### Posavska pokrajina
Posavska pokrajina s sedežem v Krškem ali Brežicah ali Sevnici obsega občine: Občina Brežice •  Občina Kostanjevica na Krki •  Občina Krško •  Občina Sevnica

### Primorska pokrajina
Primorska pokrajina s sedežem v Kopru obsega občine: Občina Divača •  Občina Hrpelje - Kozina •  Občina Izola •  Občina Komen •  Mestna občina Koper •  Občina Piran •  Občina Sežana

### Savinjska pokrajina
Savinjska pokrajina s sedežem v Celju obsega občine: Občina Bistrica ob Sotli •  Občina Braslovče •  Mestna občina Celje •  Občina Dobje •  Občina Dobrna •  Občina Kozje •  Občina Laško •  Občina Podčetrtek •  Občina Polzela •  Občina Prebold •  Občina Radeče •  Občina Rogaška Slatina •  Občina Rogatec •  Občina Slovenske Konjice •  Občina Šentjur •  Občina Šmarje pri Jelšah •  Občina Štore •  Občina Tabor •  Občina Vitanje •  Občina Vojnik •  Občina Vransko •  Občina Zreče •  Občina Žalec

### Savinjsko-šaleška pokrajina
Savinjsko-šaleška pokrajina s sedežem v Velenju obsega občine: Občina Gornji Grad •  Občina Ljubno •  Občina Luče •  Občina Mozirje •  Občina Nazarje •  Občina Rečica ob Savinji •  Občina Solčava •  Občina Šmartno ob Paki •  Občina Šoštanj •  Mestna občina Velenje

### Spodnjepodravska pokrajina ali Vzhodna Štajerska pokrajina
Spodnjepodravska pokrajina s sedežem na Ptuju obsega občine: Občina Cirkulane •  Občina Destrnik •  Občina Dornava •  Občina Gorišnica •  Občina Hajdina •  Občina Juršinci •  Občina Kidričevo •  Občina Majšperk •  Občina Markovci •  Občina Ormož •  Občina Podlehnik •  Mestna občina Ptuj •  Občina Središče ob Dravi •  Občina Sveti Andraž v Slovenskih goricah •  Občina Sveti Tomaž •  Občina Trnovska vas •  Občina Videm •  Občina Zavrč •  Občina Žetale

### Zasavska pokrajina
Zasavska pokrajina s sedežem v Trbovljah obsega občine:
Občina Hrastnik •  Občina Trbovlje •  Občina Zagorje ob Savi